# Sthenelais neoleanirae
Sthenelais neoleanirae är en ringmaskart som beskrevs av Hartman 1939. Sthenelais neoleanirae ingår i släktet Sthenelais och familjen Sigalionidae. Inga underarter finns listade i Catalogue of Life.